# George Greville (2e comte de Warwick)
Pour les articles homonymes, voir George Greville.
George Greville (16 septembre 1746 - 2 mai 1816) est un noble et un homme politique britannique.

## Biographie
Fils aîné de Francis Greville (1er comte de Warwick) (créé comte de Warwick en 1759), il est né le 16 septembre 1746 au Château de Warwick. Il est baptisé le 10 octobre 1746 à St. Mary's, Warwick, avec comme parrain le roi George II.
Il fait ses études de 1753 à 1754 au Eton College, et plus tard à Christ Church (Oxford) et à l'Université d'Édimbourg.

## Carrière
Il est élu membre de la Royal Society le 17 décembre 1767 et de la Society of Antiquaries le 14 février 1768. Il est député pour Warwick de 1768 à 1773 En 1770, il est nommé à la Chambre de commerce.
Le 6 juillet 1773, il hérite du titre de comte de Warwick attribué à son père et quitte la Chambre des communes. Il quitte également le conseil de commerce en 1774, bien qu'il ait été rapporteur de Warwick de 1773 à 1816.
Il devient colonel dans les Warwickshire Fencibles en 1795 et est nommé Lord Lieutenant du Warwickshire cette année-là, fonction qu'il occupe jusqu'à sa mort le 2 mai 1816 à Londres. Il est enterré à Warwick le 12 mai 1816.
La vie des personnages célèbres rapporte que "la dernière partie de la vie du comte fut dans la pénurie, la mortification et la misère". L'index biographique de la Chambre des lords indique que "ce pair a manifesté un goût prédominant pour la chimie et, si nous confondons mal, un brevet pour du savon pour la marine qui ne caillera pas à l'eau salée a été retiré à son nom".

## Mariages et enfants

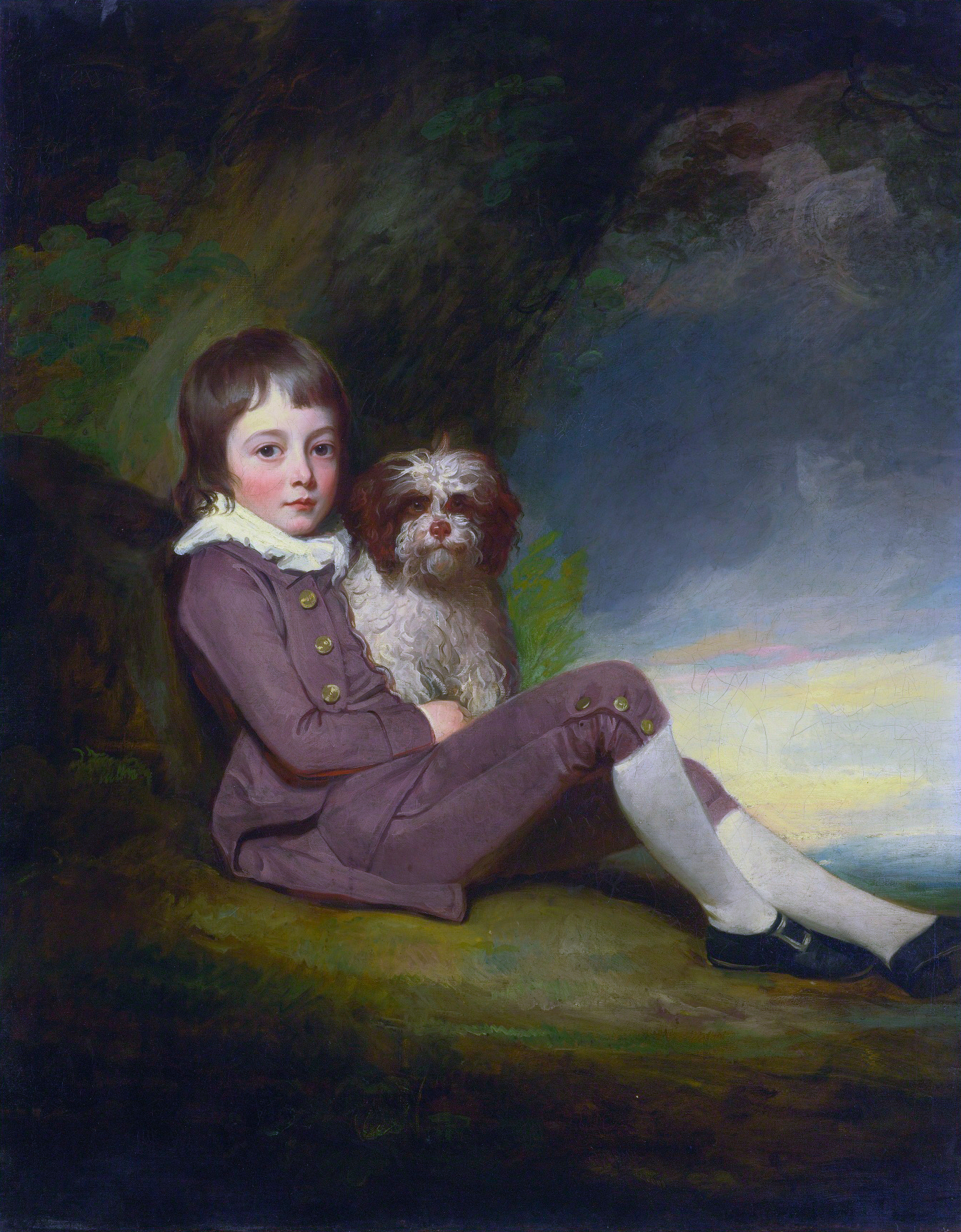
George, Lord Brooke (1772-1786) (George Romney).

Le 1er avril 1771, il épouse Hon. Georgiana Peachey, fille de James Peachey (1er baron Selsey), à St George's Hanover Square. Le couple a un fils :
- George Greville, Lord Brooke (25 mars 1772 - 2 mai 1786).

Lady Greville est décédée en couches à l'âge de 19 ans.
Le 14 juillet 1776, Greville se remarie avec Henrietta Vernon, fille de l'hon. Richard Vernon (député) et Lady Evelyn Leveson-Gower, chez son oncle, Granville Leveson-Gower (1er marquis de Stafford) à Whitehall. Ils ont quatre enfants :
- Lady Augusta Sophia Greville (décédée le 2 mars 1845), mariée à Heneage Finch, 5e comte d'Aylesford le 23 avril 1821 ;
- Major-général Sir Charles John Greville (décédé en 1836) ;
- Henry Greville (3e comte de Warwick) (1779-1853) ;
- Lady Henrietta Louisa Greville (1785-8 novembre 1838) épouse Thomas Scott (2e comte de Clonmell) le 9 février 1805.

## Collectionneur et mécène
George Greville est sans doute l'un des plus grands contributeurs à la collection Greville du château de Warwick. Son plus grand achat est le tristement célèbre Vase de Warwick, acquis de son oncle Sir William Hamilton en 1778. Bien qu'il ait fourni au château plusieurs œuvres de l'Antiquité classique, son principal intérêt est les portraits. Il rassemble dans ses propres mots une " collection incomparable de tableaux de Pierre Paul Rubens et d'Antoine van Dyck ", dont plusieurs se trouvent toujours dans la collection du château de Warwick. Le premier inventaire détaillé des tableaux date de 1809 et enregistre le large éventail rassemblé par le comte. Cependant, il est encore difficile de savoir quelles peintures se trouvaient déjà dans la collection de son père et d'où proviennent exactement les œuvres principales.
Il est le premier mécène aristocratique de John Higton et de George Romney, à qui il commande plusieurs portraits de ses enfants et de ses deux femmes. Il est fort probable que Richard Cumberland l'ait présenté à Romney, et tous deux l'ont probablement encouragé à partir en voyage en Italie en 1772.